# Melinaea ethra
Melinaea ethra är en fjärilsart som beskrevs av Jean Baptiste Godart 1819. Melinaea ethra ingår i släktet Melinaea och familjen praktfjärilar. Inga underarter finns listade i Catalogue of Life.